# 森特維爾 (喬治亞州)
森特維爾（英語：Centerville）是一個位於美國喬治亞州休斯敦縣的城市。

## 地理
森特維爾的座標為32°36′31″N 83°38′17″W / 32.60861°N 83.63806°W，而該地的平均海拔高度為137米（即449英尺）。

## 人口
根據2010年美國人口普查的數據，森特維爾的面積為10.27平方千米，當中陸地面積為10.21平方千米，而水域面積為0.06平方千米。當地共有人口7148人，而人口密度為每平方千米696.01人。